# Omphaloscelis postmarginata
Omphaloscelis postmarginata là một loài bướm đêm trong họ Noctuidae.